# Era (album)
Era is een muziekalbum van de band In The Nursery uit Sheffield. Het album bevat geen nieuwe filmmuziek bij stomme films, maar muziek voor het podium.

## Musici
- Klive en Nigel Humberstone – alle instrumenten behalve:
- Dolores Marguerite C –zang (Blueprint, Vantage en Kryptka)
- Sarah Jay Hawley – zang (Futurebuild, Tempered wings en Imperfect design).
- Hendrik Linnemann – dwarsfluit;
- David Elektrik – aanvullend slagwerk;
- Liz Hanks - cello

## Composities
Allen van de gebroeders Humberstone:
1. Blueprint
2. Futurebuild
3. Material and form
4. Silent in time
5. Tempered wings
6. Vantage
7. Kryptka
8. Imperfect design
9. Dogfight
10. Landlost